# Millsap (Texas)
Millsap es un pueblo ubicado en el condado de Parker en el estado estadounidense de Texas. En el Censo de 2010 tenía una población de 403 habitantes y una densidad poblacional de 105,56 personas por km².

## Geografía
Millsap se encuentra ubicado en las coordenadas 32°45′00″N 98°0′41″O / 32.75000, -98.01139. Según la Oficina del Censo de los Estados Unidos, Millsap tiene una superficie total de 3.82 km², de la cual 3.8 km² corresponden a tierra firme y (0.41%) 0.02 km² es agua.

## Demografía
Según el censo de 2010, había 403 personas residiendo en Millsap. La densidad de población era de 105,56 hab./km². De los 403 habitantes, Millsap estaba compuesto por el 87.34% blancos, el 0.25% eran afroamericanos, el 0.5% eran amerindios, el 0.5% eran asiáticos, el 0% eran isleños del Pacífico, el 9.68% eran de otras razas y el 1.74% pertenecían a dos o más razas. Del total de la población el 17.62% eran hispanos o latinos de cualquier raza.